# Brice Feillu
Brice Feillu (Châteaudun, Eure i Loir, 26 de juliol de 1985) és un ciclista francès que fou professional del 2009 al 2019, a l'equip Agritubel, on corre junt al seu germà Romain.
La seva principal victòria fins al moment és l'aconseguida el 10 de juliol de 2009 en la 7a etapa del Tour de França, entre Barcelona i Ordino-Arcalís. Aquesta victòria li va servir per portar el mallot de la classificació de la muntanya durant 1 etapa.

## Palmarès
- 2008
  - 1r a la Paris-Ezy
  - 1r a la Clàssica Sauveterre Pyrénées Atlantique
  - Vencedor d'una etapa del Tour d'Alsàcia
- 2009
  - Vencedor d'una etapa del Tour de França

### Resultats al Tour de França
- 2009. 24è de la classificació general. Vencedor de la 7a etapa
- 2012. 91è de la classificació general
- 2013. 104è de la classificació general
- 2014. 16è de la classificació general
- 2015. 98è de la classificació general
- 2016. 70è de la classificació general
- 2017. 16è de la classificació general

### Resultats al Giro d'Itàlia
- 2011. No surt (5a etapa), després de la mort de Wouter Weylandt